# Apollo 15
 Der er for få eller ingen kildehenvisninger i denne artikel, hvilket er et problem. Du kan hjælpe ved at angive troværdige kilder til de påstande, som fremføres i artiklen.

Apollo 15 var den niende bemandede mission i Apollo-programmet og den fjerde månelanding.
Det var den første J-klasse mission, og for første gang blev der medbragt en månebil.

## Højdepunkter
De første månelandingsfartøjer havde primært fokuseret på selve det at lande på Månen, og der havde ikke været meget plads til videnskabeligt udstyr. Det blev der rettet op på med den nye type månelandingsfartøj.
Landingsstedet var mere kuperet end tidligere, et lille plateau afgrænset på den ene side af Hadley-rillen og omgivet af bjerge.
Det forbedrede landingsfartøj muliggjorde et længere ophold på overfladen, og månebilen gav mulighed for at dække et større område. Der var også mulighed for at bringe en større last af måneprøver med tilbage til Jorden. På den anden månevandring blev der ved foden af Apenninerbjergene fundet den såkaldte Genesis Rock (Skabelsesstenen), der med en alder på 4 milliarder år var den ældste fundne månesten.
Fra kredsløbet om Månen blev der også foretaget observationer, idet en sektion i servicemodulet var blevet fyldt med videnskabelige instrumenter. En filmbeholder, med detaljerede billeder af måneoverfladen, blev hentet ind i kommandosektionen af Alfred Worden under en 39 minutter og 7 sekunder lang rumvandring på vej tilbage mod Jorden.
Kaptajnen David Scott lod en geologhammer og en falkefjer falde samtidigt på Månens overflade og beviste Galileis faldlove i praksis.
Den ene af de tre faldskærme foldede sig ikke ud på hjemturen. Endeavour landede lidt hårdere end normalt.
Kommandomodulet er udstillet på Wright-Patterson Air Force Base, Dayton, Ohio og månelandingsfartøjet styrtede ned på Månen den 3. august 1971 på 26,36 N, 0,25 Ø.

## Missionen i tal
- Månebilen: vægt:209 Kg, Lasteevne 490 Kg, Længde: 310 cm, Rækkevidde: 92 Km.
- Affyring: 26. juli 1971 kl.13:34:00 UTC
Kennedy Space Center
LC 39A
- Månelanding: 30. juli 1971 kl.22:16:29 UTC
26° 7' 55.99" N – 3° 38' 1.90" Ø, Hadley-rillen
- Månevandringer:
  - første: 6 timer 32 minutter 42 sekunder
  - anden: 7 timer 12 minutter 14 sekunder
  - tredje: 4 timer 49 minutter 50 sekunder
  - i alt: 18 timer 34 minutter 46 sekunder
- Tid på Månen: 66 timer 54 minutter 53,9 sekunder
- Indsamlet månemateriale: 77,31 kg
- Landing: 7. august 1971
20:45:53 UTC
26° 7' N – 158° 8' V
- Varighed: 295 timer 11 minutter 53 sekunder
- Antal månekredsløb: 74
- Tid i månekredsløb: 145 timer 12 minutter 41.68 sekunder
- Masse: Kommandomodul 30.370 kg; Månelandingsfartøj 16.430 kg

## Besætning
- David Scott, chefpilot
- Alfred Worden, kommandomodulpilot
- James Irwin, pilot på månelandingsfartøjet

## Kaldenavne
Kommandomodul: Endeavor
Månelandingsfartøj: Falcon

## Galleri
- Affyrringen af Apollo 15
- Apollo 15 lander på Månen
- Jim Irwin ved månebilen.
- Apollo 15 afskydes fra Månen
- Apollo 15 lander i Stillehavet